# Ursus A
L'Ursus "A" fut le premier camion produit en Pologne, et le premier véhicule à moteur produit en utilisant des méthodes industrielles dans ce pays. 
Il était la copie du camion  italien SPA 25C, renommé SPA 25C Polonia, fabriqué sous licence. Il contribua de manière très importante à motoriser les services de pompiers, l'armée et les institutions étatiques polonaises. Un nombre considérable de camions "Ursus" fut acquis par des entreprises privées, en version camion ou autobus,  construits sur le châssis de l'Ursus A. 
L'Ursus "A" était un véhicule simple, facile à produire, fiable et peu exigeant. Malheureusement, il fut commercialisé en des moments difficiles : sa production fut interrompue par la crise économique, la politique financière du gouvernement, et la gestion irrationnelle de la société.
Le modèle de base était le SPA 25C, un camion léger lancé en 1920 par le constructeur italien SPA, qui sera racheté par Fiat V.I. en 1926.

## Histoire
En 1923, la Pologne ne disposant d'aucun constructeur national de camions, l'armée polonaise lança un appel d'offres international pour la fourniture de camions de 1,5 et 3 tonnes. Les réponses parvinrent des français Berliet, De Dion-Bouton et Renault, des italiens Fiat V.I. et SPA.
Berliet (avec son camion CBA de 3 tonnes) et De Dion-Bouton sont déclarés vainqueurs. Mais la société polonaise Ursus, qui avait bénéficié d'une subvention pour construire une usine destinée à produire des camions SPA sous licence, déposa un recours et fit annuler le résultat proclamé à cause de fraudes avérées. 
En mai 1924, le ministère polonais de la Défense signa  un marché avec la société ZM Ursus pour la fourniture de camions Berliet CBA de 3 tonnes et SPA 25C Polonia de 1,5 tonne. Cet important contrat fut  l'occasion, pour la société Ursus, de lancer les travaux d'expansion des installations de son usine de Czechowice,  près de Varsovie. 
Selon le contrat, la livraison aurait dû être réalisée en 3 lots :
- le premier : 200 exemplaires du Berliet CBA,  et 150 exemplaires du SPA 25C, devaient être importés.
- le second lot devait être assemblé chez Ursus à partir de pièces importées.
- le troisième devait être produit localement avec un maximum de composants nationaux.

En fait, le Ministère polonais dut reporter la fourniture de Berliet sur SPA après le retrait du constructeur français. SPA fournit donc un total de 375 exemplaires au titre du premier lot.
Le premier lot de 52 camions Ursus "A" produits en Pologne, fut livré le 11 juillet 1928. Comparés à la version d'origine SPA, ces véhicules comportaient quelques différences liées à l'adaptation aux difficiles conditions climatiques polonaises. 
Sous l'autorité de l'ingénieur Witold Jakusz, la société Ursus, avec l'accord du constructeur italien, créa d'autres versions dérivées. La fabrication prit fin en 1931 après une production d'au moins 1.200 véhicules. (Certaines sources déclarent une production de 884 exemplaires : 509 véhicules civils et 375 militaires).

## Ursus "A" et "A30"
L'assemblage des premiers camions type "A" débute en juin 1928, le premier lot de 52 exemplaires est livré le 11 juillet.
L'Ursus "A" était un modèle de base très proche du SPA 25C Polonia italien. Sa charge utile était légèrement plus importante passant de 1,54 tonne à 2 tonnes. La version "A30" ira jusqu'à 2,5 tonnes. Comme sur l'original italien, la cabine et le plateau étaient réalisés en bois fixés sur un châssis en acier.
À partir des châssis type "A" et "A30", des applications diverses ont été réalisées par les carrossiers polonais : camions de pompiers ; citernes à eau ou à carburants ; ambulances, autobus ; etc.

## Ursus "AT"
Sur la base du modèle "A30", Ursus développa un châssis à 3 essieux, nommé Ursus 303.

## Ursus "AW"

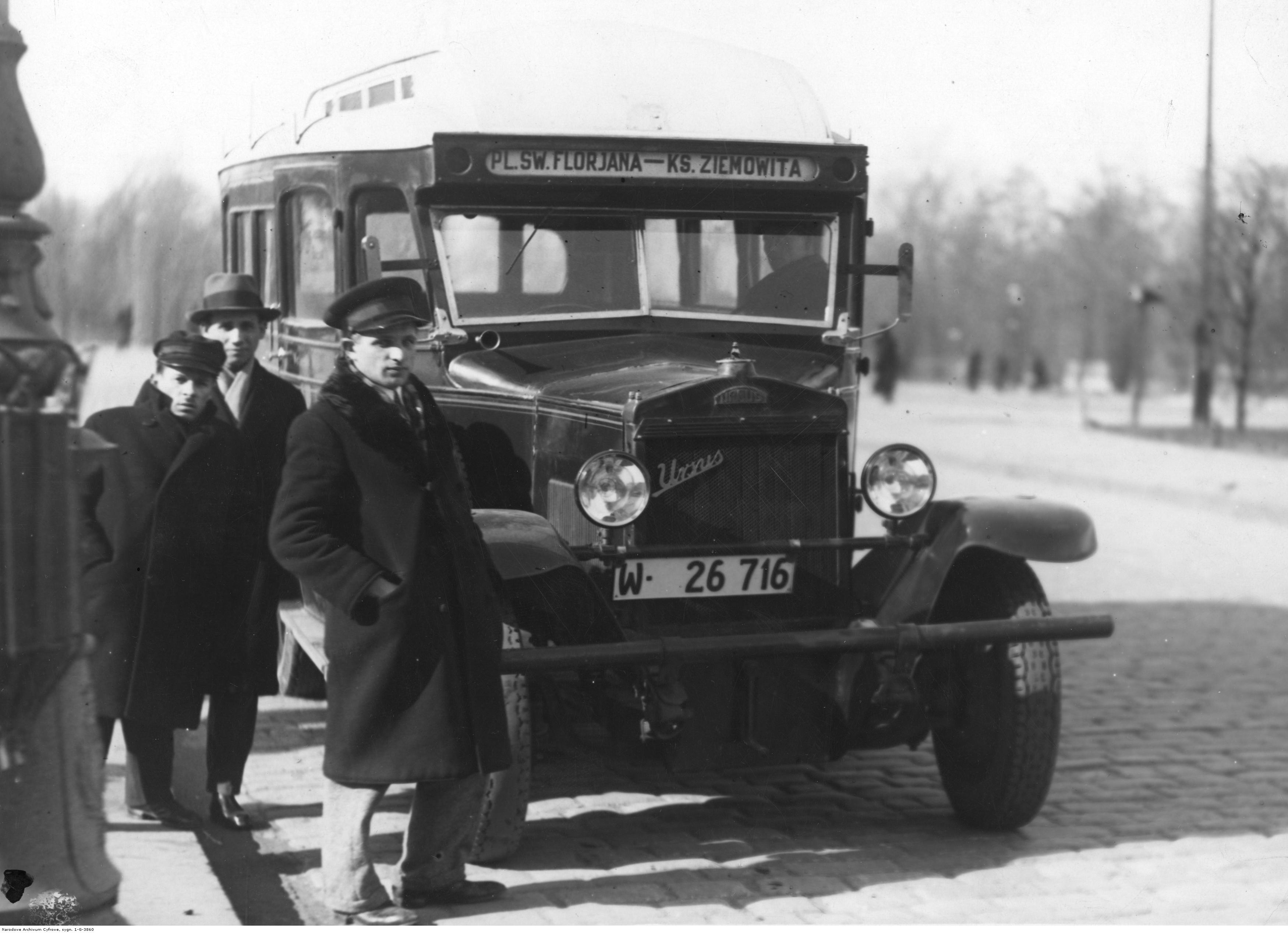
Autobus Ursus AW

En 1928, Ursus a lancé une version modifiée et renforcée du châssis baptisée Ursus type AW. Le châssis avait un empattement porté à 4,5 m, une largeur de voie de 1,6 m ce qui autorisait une longueur hors tout du véhicule de 6,8 m. La charge utile fut portée de 2,5 à 3 tonnes, ce qui a permis d'utiliser ce châssis pour des autobus de 22 passagers. L'augmentation de la masse du véhicule a nécessité l'utilisation de freins sur les quatre roues. La production de cette version est vraisemblablement d'au moins 200 châssis de type AT et AW.

## Ursus "WZ.29"

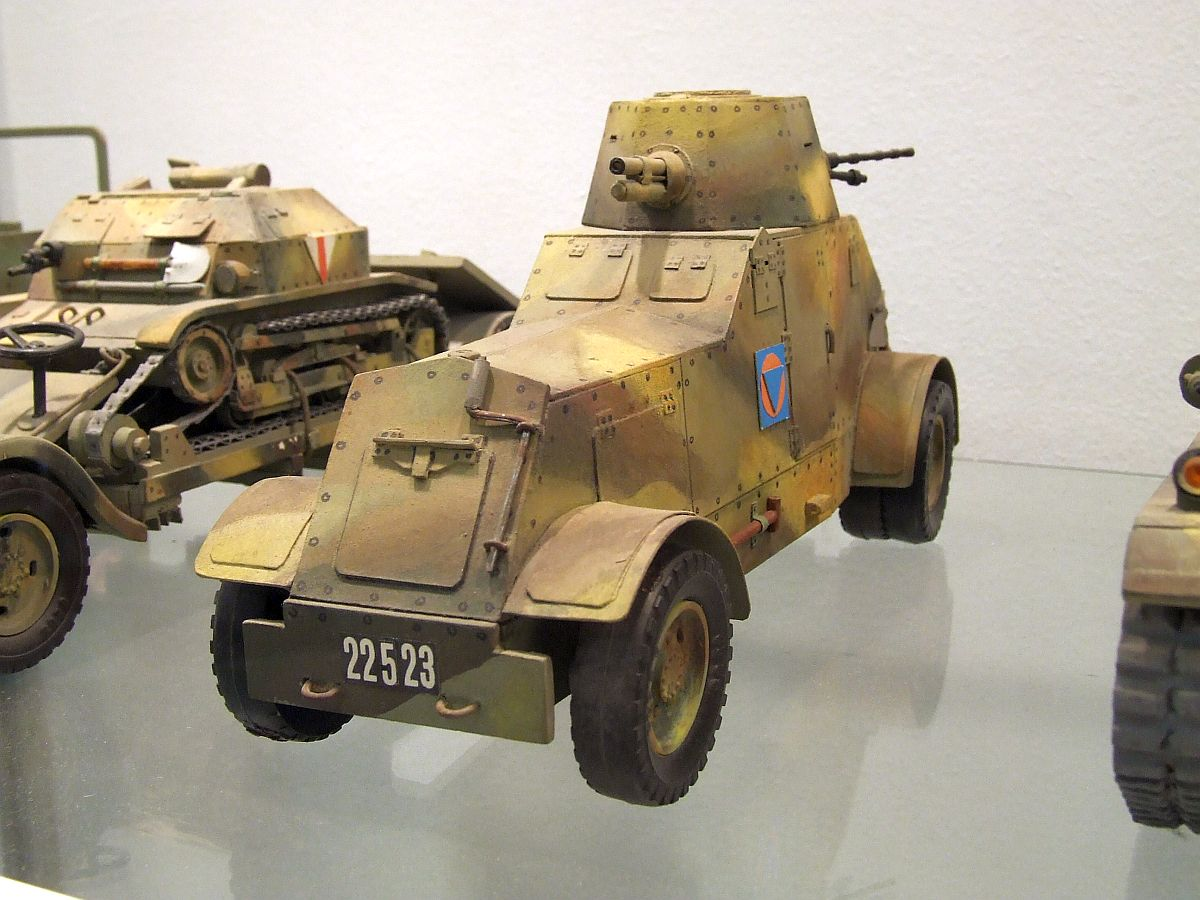
Automitrailleuse blindée Ursus WZ29

L'Ursus "WZ29" était une automitrailleuse blindée construite à partir du châssis de l'Ursus "A". La partie blindée était réalisée par CWS. Dix à treize unités produites.